# Gekochtes Ei

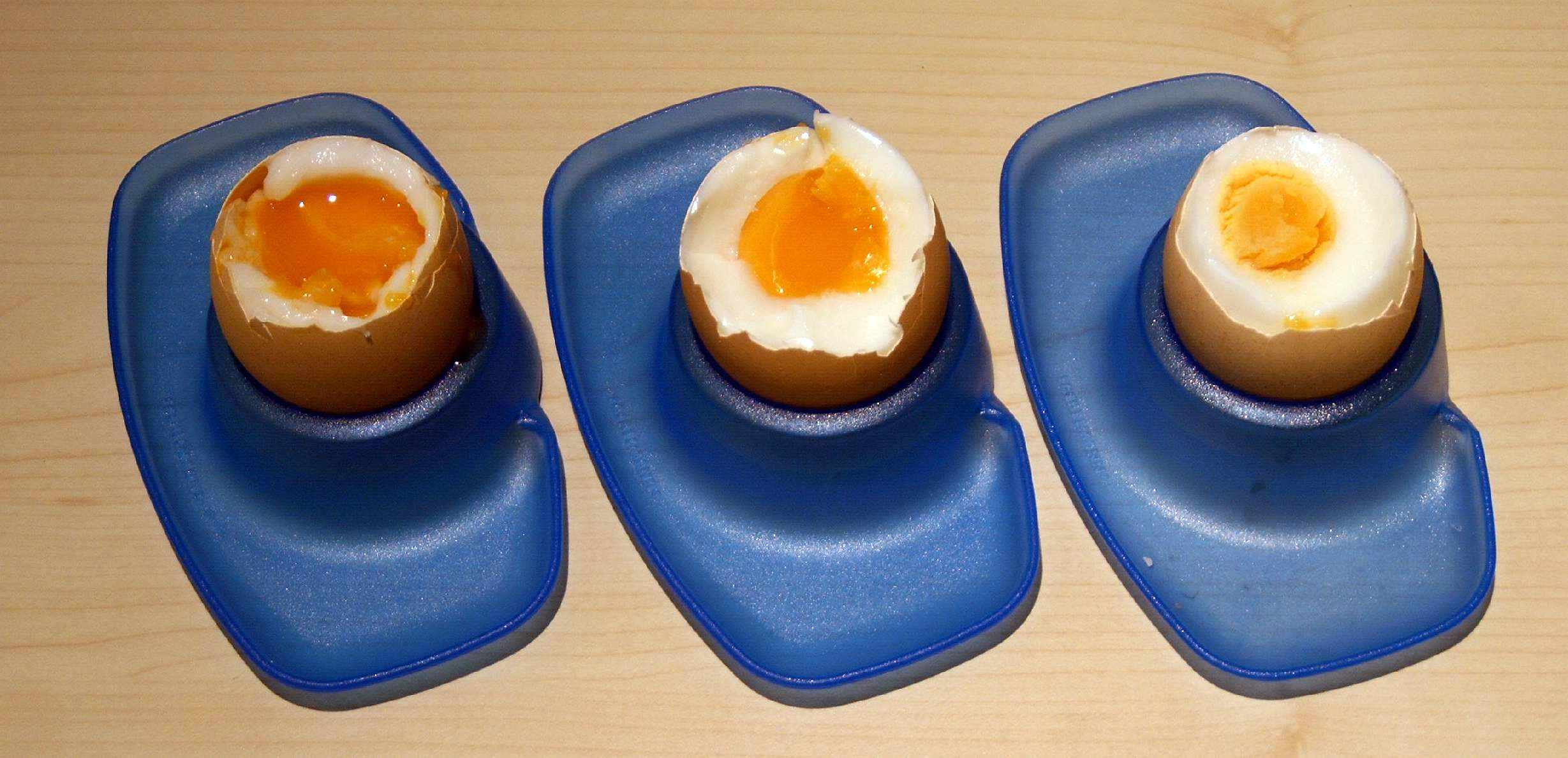
Gekochte Eier: vier, sieben und neun Minuten Kochzeit (von links)

Als gekochtes Ei, teils auch als Frühstücksei, wird ein Ei (üblicherweise ein Hühnerei) bezeichnet, das in seiner Schale in kochendem Wasser oder unter Dampf, etwa in einem Eierkocher, gegart wurde.
Ein ohne Schale gekochtes Ei wird als verlorenes Ei oder pochiertes Ei bezeichnet.
In der Gastronomie und industriellen Lebensmittelherstellung wird teilweise Stangenei verwendet, bei dem das Aussehen von in Scheiben geschnittenen gekochten Eiern nachgebildet wird.

## Grundlegendes
| Konsistenz | Kochzeit     |
| ---------- | ------------ |
| weich      | 3–5 Minuten  |
| kernweich  | 6–8 Minuten  |
| hart       | 8–10 Minuten |

Gekochte Eier werden je nach Kochdauer in harte, kernweiche und weiche Eier unterteilt. Hart und kernweich bezieht sich auf den Zustand des Dotters, weich auf den Zustand des Eiklars. Für hartgekochte Eier ist je nach Eiergröße eine Kochzeit von etwa 8 bis 10 Minuten erforderlich, für kernweiche von etwa 6 bis 8 Minuten und für weichgekochte von etwa 3 bis 5 Minuten.

## Garvorgang
Eier sollten nach dem Legen ungefähr 14 Tage gelagert werden. Erst dann haben sie ihr volles Aroma erreicht und lassen sich nach dem Kochen besser schälen. Das Alter der Eier lässt sich außer an dem auf der Schale vermerkten Legetag durch eine einfache Probe feststellen: Frische (junge) Eier gehen unter, wenn sie in Wasser gelegt werden, nur das luftgefüllte Ende treibt etwas auf. Ältere Eier stehen senkrecht im Wasser, weil die Luftblase bereits größer geworden ist. Alte Eier schwimmen an der Wasseroberfläche.

### Vor dem Garvorgang
Eier werden häufig vor dem Kochen am stumpfen Ende mit einem Eierstecher angestochen, damit sie beim Kochen nicht zerplatzen. Die Wirksamkeit ist jedoch umstritten.

### Während des Garvorgangs
Das Eiklar besteht aus rund 54 % Ovalbumin, das ab 84,5 °C gerinnt und 12 % Conalbumin, das ab 61,5 °C stockt. Der Dotter gerinnt ab 65° C. Das Wasser muss eine Temperatur von mindestens 82 °C haben, um Eier darin kochen zu können. Bei niedrigeren Temperaturen gerinnt das Eiklar nicht vollständig (→Onsen-Eier).
Die Eier sollten vorsichtig mit einem Löffel in das kochende Wasser gelegt werden, damit die Schale nicht platzt. Wenn Eier platzen, kann die Zugabe von Salz oder Essig in das Kochwasser das Auslaufen durch eine schnellere Gerinnung reduzieren.

### Ende des Garvorgangs
Das anschließende Abschrecken mit kaltem Wasser dient dem Abbrechen des Garungsprozesses bei weichgekochten Eiern, der sonst andauern würde.
Abgeschreckte Eier sollten zügig verzehrt werden, weil beim Abschrecken Bakterien durch die Schale ins Innere des Eis gelangen und sich dort vermehren. Dadurch wird die Haltbarkeit bei Raumtemperatur auf etwa zwei Tage beschränkt, wie das Schweizer Bundesamt für Gesundheit herausfand. Der Grund hierfür ist, dass sich das ansonsten sterile Innere des Eis durch das rasche Abkühlen zusammenzieht und dabei Wasser, das nie ganz keimfrei ist, durch die poröse Eierschale eingesaugt wird. Nicht abgeschreckte gekochte Eier dagegen waren auch nach drei Monaten Lagerung bei Raumtemperatur mikrobiologisch unbedenklich, wiesen aber vereinzelt Verminderungen (Geruch, Farbe, Wasserverlust) auf. Als Lagerzeitraum wird daher ein Monat empfohlen.

### Schälbarkeit
Dass sich bestimmte Eier leichter schälen lassen, hängt mit deren Alter zusammen. Mit zunehmender Lagerzeit des Eis gelangt immer mehr Luft durch die Eierschale in das Innere, wobei Wasser und Kohlenstoffdioxid aus dem Ei austreten. Durch diesen Prozess löst sich der Zusammenhalt des äußeren Schalenhäutchens, das weiterhin an der Schale haftet, und des inneren Schalenhäutchens, das beständig mit dem Eiweiß verbunden ist, allmählich. Außerdem steigt durch diesen Vorgang der pH-Wert des Eies von etwa 7 auf 9.

### Verfärbung des Dotters
Durch zu starkes oder zu langes Erhitzen kann sich der Dotter, besonders bei älteren Eiern, äußerlich grünlich bis braunschwarz färben. Daran unmittelbar beteiligt sind Cysteineinheiten in den Proteinen des Eiklars, die Thiolgruppen enthalten. Sie werden aufgrund einer bei der Erwärmung stattfindenden nucleophilen Substitution durch Hydroxygruppen ersetzt.
Dabei entsteht ein Protein mit einer neuen Serineinheit unter Freisetzung von Schwefelwasserstoff (H2S):
Das Schwefelwasserstoffgas diffundiert zur Grenzfläche zwischen Eiklar und Eidotter. Im Eidotter befindet sich das Protein Phosvitin, welches besonders viel von der Aminosäure Serin enthält. Im Protein gebundene Serinbausteine sind die Hydroxygruppen oft mit Phosphorsäure verestert. Dadurch entstehen viele anionische Gruppen, die nahezu das gesamte Eisen im Dotter binden. Durch längeres Kochen wird zunächst das Eisen freigesetzt.

Bildung von Eisensulfid (braunschwarzer Rand) an der Grenzfläche zwischen Eigelb und Eidotter bei längerem Kochen

Also setzt der Eidotter während des Kochens Eisen und das Eiklar Schwefelwasserstoff frei. Beide Stoffe treffen sich an der Grenzfläche zwischen Eiklar und Eigelb und verbinden sich in einer chemischen Reaktion zu Eisensulfid.
Bei industriell gekochten Eiern gilt dies als akzeptable Begleiterscheinung, denn hier soll durch verlängerte Kochzeit eine sichere Abtötung von Krankheitserregern (wie zum Beispiel Salmonellen) erreicht, sowie auch die Haltbarkeit verlängert werden.
Dieser Mangel ist allerdings nur visuell; obwohl Eisensulfid im Allgemeinen gesundheitsschädlich ist, birgt es in dieser Konzentration keinerlei gesundheitliche Risiken.

### Energieaufwand
Am effizientesten ist es, das Ei mit nur einer sehr geringen Wassermenge am Boden des Topfes unter Ausnutzung der Restwärme nach dem Ausschalten zu kochen. Hier wird das Ei durch den Dampf gegart. Man kann mit dieser von Adolf Ogi im Jahre 1988 vorgestellten Methode etwa 60 bis 75 % der Energie einsparen, die das Kochen von mit Wasser bedeckten Eiern erfordert. Noch sparsamer sind Eierkocher.

### Geeignetes Besteck
Bei Kontakt von gekochten Eiern mit Silberbesteck reagiert dessen Oberfläche zu Silbersulfid. Dabei verändert sich der Geschmack und das Silber verfärbt sich schwarz. Durch die Entstehung von Schwefelwasserstoff kann das gekochte Ei unangenehm schmecken, denn Schwefelwasserstoff ist ein farbloses, nach faulen Eiern riechendes Gas. Statt Silberbesteck sind Löffel aus Edelstahl, Kunststoff, Holz oder Horn geschmacksneutraler. Spezielle Eierlöffel sind auch hinsichtlich ihrer Form an den Verwendungszweck angepasst. 

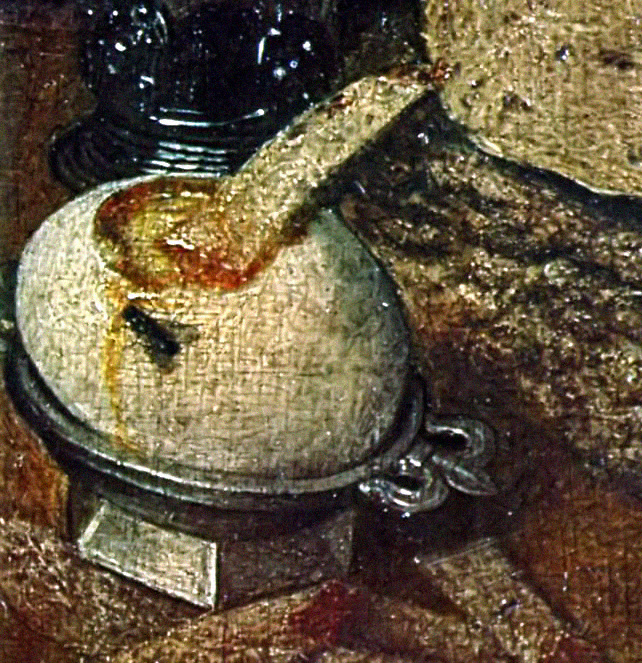
Darstellung eines weichgekochten Eis im Becher um 1630 von Georg Flegel
(Ausschnitt aus Stillleben mit Nelke)

## Verbreitung

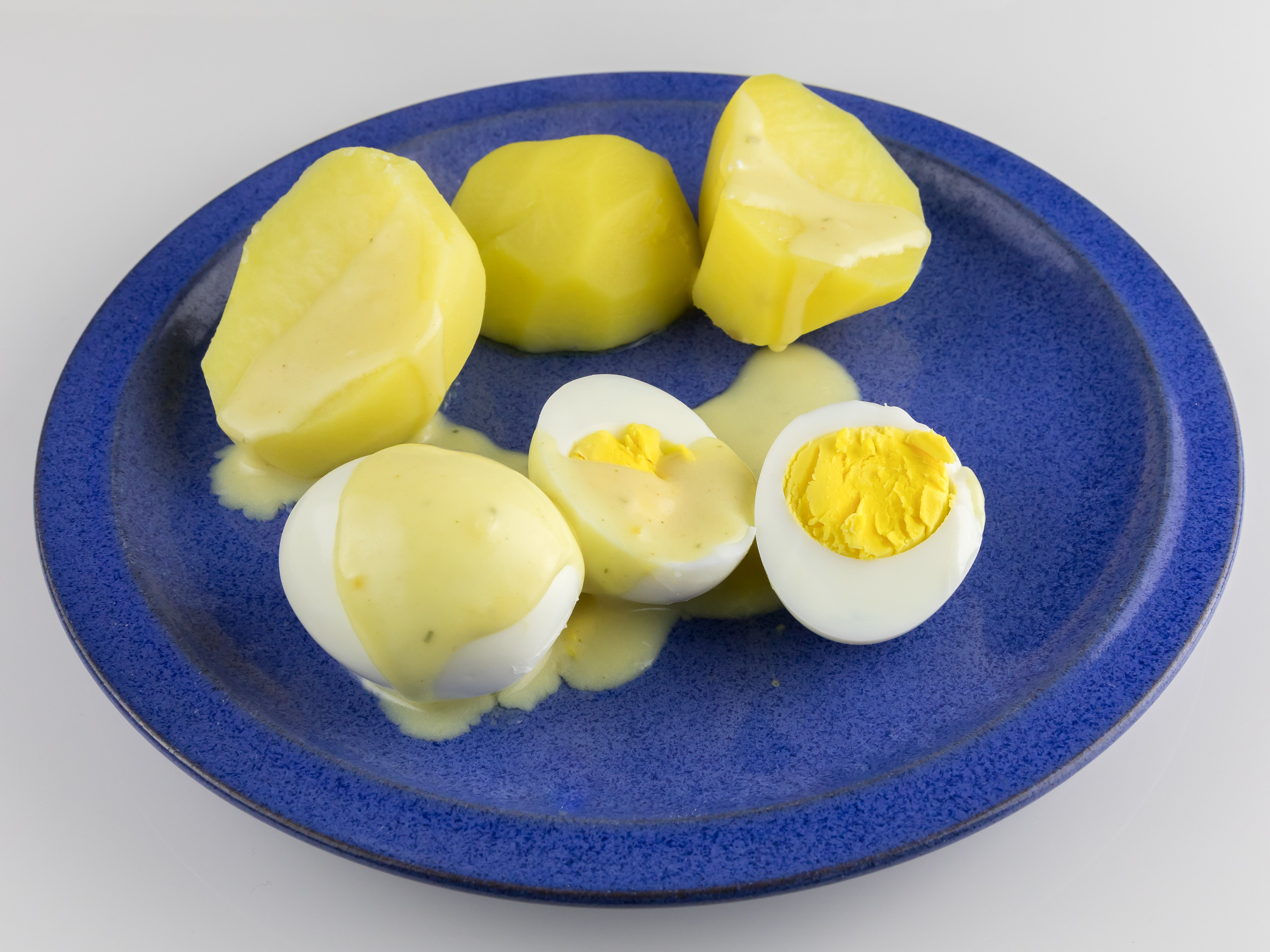
Gekochtes Ei mit Senfsauce

Gekochte Eier werden vor allem in Europa, Nordamerika, aber auch in anderen Teilen der westlichen Welt verzehrt.
Hartgekochte Eier werden zu den verschiedensten Gerichten verarbeitet und in der Regel kalt verzehrt. Bekannt sind etwa die bunt bemalten oder gefärbten Ostereier. Aber auch im Eiersalat, im Gabelbissen, auf Brötchen oder als Jausenei findet man sie. Um hartgekochte Eier weiterzuverarbeiten, kann ein Eierschneider verwendet werden. Dieser erlaubt es, das Produkt in gleichmäßige Scheiben (z. B. als Brotbelag) zu teilen.
Weichgekochte und warm servierte Eier sind seit der Antike als Speise bekannt; dies belegen Eierbecherfunde aus der römischen Antike. Eier dürften als wertvoller Eiweißlieferant, der billiger und leichter aufzubewahren und zuzubereiten ist als Fleisch oder Fisch, zu allen Zeiten beliebt gewesen sein. Da der Verzehr außerdem weniger kräftezehrend ist als das Kauen von Fleisch oder Fisch, wurden Eier auch häufig als Speise für Kranke und Genesende verwendet (literarisch zum Beispiel in Theodor Fontanes Roman Der Stechlin).
Umstritten ist eine Anweisung aus der römischen Antike. Apicius (De re coquinaria 7,19,3) schlägt für das ovum apalum die Gewürze Pfeffer und Liebstöckel vor; ergänzt wird die Speise dann durch eingeweichte Pinienkerne, Honig, Essig und Liquamen. Ob mit dem ovum apalum wirklich ein weich- oder aber ein hartgekochtes Ei gemeint ist, ist nicht sicher, angeblich führt die Zubereitung nach diesem Rezept jedoch in beiden Fällen zu einem genießbaren Ergebnis.
Das weichgekochte Ei ist vor allem in Mitteleuropa und Teilen Skandinaviens und des Baltikums als Frühstücksei verbreitet. Es wird ggf. durch einen Eierwärmer vor dem Auskühlen geschützt, in einem Eierbecher serviert und mit einem Teelöffel (oder mit einem speziellen Eierlöffel) verzehrt. Eierbecher sind normalerweise für die Aufnahme des stumpferen Endes des Eis vorgesehen. Das Ei wird in den Becher gestellt, mit dem Löffel aufgeschlagen oder mit einem Eierköpfer oder Messer geköpft und – meist leicht gesalzen – ausgelöffelt. Weniger verbreitet scheint das Öffnen des Eis auf der stumpfen Seite. Hierbei entsteht ein kleines Plateau, was das Aufbringen von Salz erleichtert.
Neben diesen Arten des Eierverzehrs waren in Deutschland bis ins 17. Jahrhundert hinein auch Eierbecher üblich, in die das offenbar sehr weich gekochte Ei waagerecht gelegt wurde. Der Inhalt des Eis wurde anscheinend eher mit Brot aufgetunkt als ausgelöffelt.

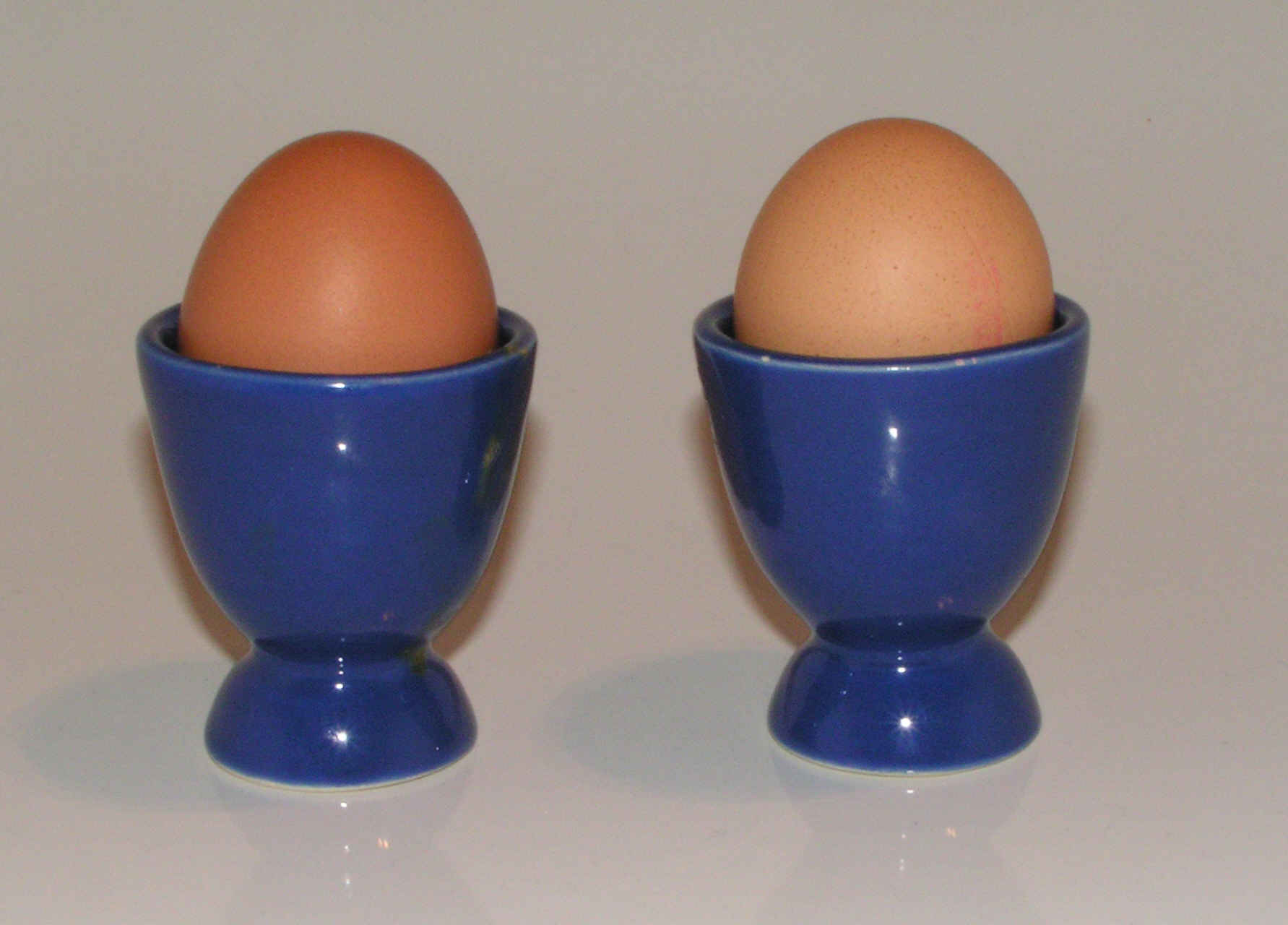
Frühstückseier im Eierbecher mit spitzem und stumpfem Gupf nach oben

## Bezeichnung der Ei-Enden
Das süddeutsche Wort Gupf (Plural: Güpfe) ist mit Gipfel verwandt und bezeichnet eine „abgerundete Spitze“, eine Kuppe. Verschiedene Lexika erwähnen auch die Bedeutung „Ende des Eis“. Unklar bleibt, ob Gupf eher das stumpfere oder das spitzere Ende des Eis bezeichnet oder beide Enden. In Wörterbüchern oder auch in der Esskultur spielt die Klärung solcher Fragen durchaus eine Rolle.
In einigen Regionen Schwabens findet kurz vor Ostern ein Brauch namens Spitzarschen statt. Hier werden die Enden als „Spitz“ und „Arsch“ bezeichnet.

## Unterscheidung von rohen und gekochten Eiern
Es existieren verschiedene Techniken, um zerstörungsfrei zu bestimmen, ob ein vorliegendes Ei roh ist oder bereits gekocht wurde.
Im Gegensatz zum rohen Ei lässt sich ein gekochtes Ei als starrer Körper beschreiben. Versetzt man es in Rotation, so dreht sich sofort die gesamte gestockte Eimasse mit der gleichen Winkelgeschwindigkeit, und innerhalb des Eis treten keine Reibungskräfte auf. Dadurch wirkt die Drehbewegung flüssig und schnell. Im rohen Ei hingegen bleibt das gallertartige, nicht starr mit der Schale verbundene Innere bei Rotation aufgrund der Massenträgheit zunächst in Ruhe, bevor es sich langsam in die Drehrichtung mitbewegt. Aufgrund der unterschiedlichen Winkelgeschwindigkeiten im Ei treten Reibungsverluste auf, und die Drehbewegung ist im Vergleich zum gekochten Ei wesentlich langsamer. Gleichzeitig setzt bei einem kurzzeitig gestoppten rohen Ei eine erneute Rotation ein, da sich nun die noch vorhandene Bewegung des Inneren wieder zurück auf die Schale überträgt. Ein gekochtes Ei zeigt nach dem Stop keine erneute Drehung.
Physikalisch betrachtet ist das Trägheitsmoment des gekochten Eis wesentlich größer als das des rohen Eis. Dies macht sich bei der Rotation des Eis um die eigene Achse in der Hand gehalten deutlich bemerkbar.

## Das gekochte Ei in Literatur und darstellender Kunst
- Im klassischen Sketch von Loriot mit dem Titel Das Frühstücksei entbrennt bei einem Ehepaar der Streit darum, wie lange das Ei denn nun gekocht hat.
- In Jonathan Swifts Roman Gullivers Reisen gerät die Streitfrage um das „richtige Ende“ des Eis zum handfesten Kriegsgrund zwischen den Dickendern und den Spitzendern in Liliput, was als Satire über die nach Swifts Ansicht spitzfindigen, aber vehement ausgetragenen religiösen Streitigkeiten seiner Zeit gedacht war.[20] In Anlehnung an die Kuriosität dieses Streits wird auch die Byte-Reihenfolge des Speicherformats von Computern in Big-Endian (Dick-Ender) und Little-Endian (Spitz-Ender) unterschieden, da viele Computerenthusiasten die Frage nach der korrekten Reihenfolge ähnlich kontrovers diskutiert haben.
- Charles Dickens stellt das gekochte Ei ebenfalls in einen „geistlichen“ Kontext: Der Vikar in Oliver Twist bekommt am Wochenende ein gekochtes Ei, um sich für seine anstrengende Predigttätigkeit zu stärken; der Waisenknabe Oliver darf gnädigerweise die Spitze auslöffeln. Hier wird das Ei zum Symbol der Vormachtstellung des männlichen Familienoberhauptes.
- In derselben Funktion erscheint das Frühstücksei in dem Roman Haus ohne Hüter von Heinrich Böll. Hier diskutieren die jugendlichen Hauptpersonen in der mageren Nachkriegszeit, weshalb eigentlich Väter oder „Onkels“ ein Frühstücksei bekommen, auch wenn sie zu wenig zum Unterhalt der Familie beitragen, und kommen zu dem (vorläufigen) Schluss: „Alle Väter […] bekommen ein Frühstücksei“ – im Gegensatz zum Rest der Familie.
- Auch bei Walter Kempowski wird – ohne dass deutlich wird, ob nur der Vater mit einem Frühstücksei versorgt wird oder auch der Rest der Familie – das Frühstücksei explizit mit dem morgendlichen Auftritt des männlichen Familienoberhauptes verbunden. Hier allerdings erscheint als mehrfach wiederkehrendes komisches Detail der autobiographischen Romane das Eigelb, das dem Vater beim Verzehr des Eis regelmäßig über die Finger läuft.
- In Thomas Manns Roman Buddenbrooks gehört das weichgekochte Ei ebenfalls zum traditionellen Frühstück der bürgerlichen Familie in den ersten Kreisen und steht hier selbstverständlich allen Familienmitgliedern zu. Tony Buddenbrook, eine der Hauptpersonen, sitzt in zwei für ihr Leben entscheidenden Szenen am Frühstück: Als ihr der Heiratsantrag Bendix Grünlichs kundgetan wird, hat sie soeben ihr heißes Frühstücksei vorsichtig mit der Serviette erfasst und dann verzehrt. Der Auslöser der Scheidung dieser Ehe, der Bankrott Grünlichs, wird ebenfalls während eines Frühstücks offenbar; die Wahl der Speisen der beiden Ehepartner macht hier bereits deutlich, dass keine wirkliche Partnerschaft entstanden ist. Während Tony bei ihrem gewohnten Frühstück aus Brot und Ei geblieben ist, frühstückt Grünlich englisch – was seine Gattin ebenso vornehm wie widerlich findet. Ihre erste Liebe, den Medizinstudenten Moorten Schwarzkopf, hat Tony nicht heiraten dürfen. Auch im ersten Gespräch zwischen Tony und diesem Moorten spielte das Ei – allerdings nicht explizit das Frühstücksei – eine wichtige Rolle; Tony erkundigte sich hier nämlich spontan nach dessen Nährwert im Vergleich zu Fleisch.

## Formel für die Kochdauer
Physiker, insbesondere der österreichische Physiker Werner Gruber, haben untersucht, wie lange Eier unter verschiedenen Umgebungsbedingungen näherungsweise gekocht werden müssen, damit der jeweils gewünschte Härtegrad erreicht wird; das zu kochende Ei wird in schon kochendes Wasser eingelegt. Sei

d der Durchmesser des Eis an dickster Stelle in der Draufsicht (wenn man das Ei von der Spitze oder der stumpfen Seite her betrachtet; also sozusagen am „Äquator“ des Eis) in Millimeter,

{\displaystyle \ln } der natürliche Logarithmus

und seien Tx die jeweils vorherrschenden Temperaturen in Grad Celsius:

TWasser: Temperatur des kochenden Wassers [≈ 100 °C];

TStart: Temperatur des Eis bei Beginn des Kochvorgangs [Kühlschrank ≈ 4 °C … Zimmertemperatur ≈ 20 °C];

TInnen: Temperatur des gekochten Eigelbs im gewünschten Zustand [weich ≈ 62 °C … hart ≈ 82 °C],

so erhält man die Zeit t in Minuten, nach der man das Ei im gewünschten Zustand dem kochenden Wasser entnehmen kann:
{\displaystyle {t}\;=\;0{,}0016\cdot {d}^{2}\cdot \ln \left(2\cdot {\frac {T_{\text{Wasser}}-T_{\text{Start}}}{T_{\text{Wasser}}-T_{\text{Innen}}}}\right)}
Eine weitere Formel hat der Physiker Charles D. H. Williams aufgestellt. Bei dieser Formel wird als Grundlage nicht der Durchmesser, sondern das Gewicht des Eis in Gramm (M) benutzt. Dies erleichtert das Anwenden einer Formel auf das Eierkochen erheblich, da eine Küchenwaage im Gegensatz zu einem Messschieber meistens in der Küche zu finden ist.
Sei M das Gewicht des Eis in Gramm, {\displaystyle \ln } der natürliche Logarithmus und seien wieder Tx die jeweils vorherrschenden Temperaturen in Grad Celsius (TWasser: Temperatur des kochenden Wassers [≈ 100 °C bei 0 MüM]; TStart: Temperatur des Eis bei Beginn des Kochvorgangs [Kühlschrank ≈ 4 °C … Zimmertemperatur ≈ 20 °C]; TInnen: Temperatur des gekochten Eigelbs im gewünschten Zustand), so erhält man die Zeit t in Sekunden, nach der man das Ei im gewünschten Zustand dem kochenden Wasser entnehmen kann:
{\displaystyle {t}\;=\;27\cdot {M}^{2/3}\cdot \ln \left(0{,}76\cdot {\frac {T_{\text{Wasser}}-T_{\text{Start}}}{T_{\text{Wasser}}-T_{\text{Innen}}}}\right)}
Zu beachten ist bei beiden Formeln: Der Siedepunkt für Wasser hängt von der Höhe über dem Meeresspiegel ab: Er sinkt um 1 °C pro 285 m. Bei einer Wassertemperatur unter ≈ 62 °C ist die Zubereitung von „gekochten“ Eiern nicht mehr möglich, da dann keine Gerinnung mehr stattfindet.